# Helios Kharkiv
 (juin 2014).
Si vous disposez d'ouvrages ou d'articles de référence ou si vous connaissez des sites web de qualité traitant du thème abordé ici, merci de compléter l'article en donnant les références utiles à sa vérifiabilité et en les liant à la section « Notes et références ».
Maillots
Le Futbolnyy Klub Helios Kharkiv (en ukrainien : Футбольний клуб Геліос Харків), plus couramment abrégé en Helios Kharkiv, est un ancien club ukrainien de football fondé en 2002 puis disparu en 2018, et basé dans la ville de Kharkiv.

## Histoire
Son fondateur est Oleksandr Hellstein. Le club progresse rapidement pour atteindre dès 2003 la 3e division puis en 2005 la seconde division.

## Palmarès
| Compétitions nationales                                        |
| -------------------------------------------------------------- |
| - Championnat d'Ukraine D3 (1) : - Champion : 2004-05 (Gr. C). |

## Personnalités du club

### Présidents du club
- Oleksandr Hellstein

### Entraîneurs du club
| - Valentin Kryatchko (2003) - Rinat Morozov (2003 - 2004) - Ihor Nadeyine (2004 - 2005) - Volodymyr Shekhovtsov (2005) - Rostyslav Lysenko (2005 - 2006) - Oleksandr Sevidov (2006 - 2007) - Ihor Nadeyine (2007) | - Youriy Pohrebnyak (2007 - 2008) - Volodymyr Shekhovtsov (2008 - 2009) - Serhiy Kandaurov (2009 - 2010) - Volodymyr Shekhovtsov (2010) - Roman Pokora (2010 - 2011) - Volodymyr Shekhovtsov (2011) - Volodymyr Shekhovtsov (2011 - 2012) | - Serhiy Yesine (2012 - 2013) - Serhiy Yesine (2013 - 2015) - Serhiy Syzykhine (2015 - 2017) - Ihor Rakhaïev (2017 - 2018) - Anatoliy Seryohine (2018) |